# Státní hranice Řecka
Státní hranice Řecka obklopuje především sever území země. Na západě se pak nachází pobřeží Jónského moře, na východě Egejského moře a na jihu Libyjského moře. Celková délka kontinentální státní hranice činí 1180,71 km, z čehož připadá 937,44 km na souš, 216,98 km na řeky a 26,29 km na jezera.
Délku kontinentální hranice Řecka v kilometrech s jednotlivými sousedy zachycuje tabulka:
| Sousední stát     | souš   | řeky   | jezera | celkem |
| ----------------- | ------ | ------ | ------ | ------ |
| Albánie           | 231,30 | 8,50   | 6,90   | 246,70 |
| Severní Makedonie | 236,74 | 0,18   | 19,39  | 256,31 |
| Bulharsko         | 458,70 | 16,00  | 0,00   | 474,70 |
| Turecko           | 10,70  | 192,30 | 0,00   | 203,00 |

Na moři Řecko hraničí s Itálií, Albánií, Libyí, Egyptem a Tureckem.

## Extrémní body
Nejsevernějším bodem země je vesnice Ormenio nad řekou Maricí u státní hranice s Bulharskem nedaleko řecko-bulharsko-tureckého trojmezí. Nejjižnějším je ostrov Gavdos v Libyjském moři jižně od Kréty. Nejvýchodnějším je ostrov Strongyli v souostroví Megísti u jižního pobřeží Turecka východně od Rhodu. Nejzápadnějším je ostrov Othoni severozápadně od Kerkyry na pomezí Jaderského a Jónského moře. Vzdálenosti mezi extrémními body zachycuje tabulka:
| směr           | vzdálenost (km) |
| -------------- | --------------- |
| západ - sever  | 615             |
| západ - jih    | 701             |
| jih - východ   | 522             |
| sever - východ | 693             |
| západ - východ | 993             |
| sever - jih    | 793             |